# La Chapelle-Neuve, Côtes-d'Armor

La Chapelle-Neuve este o comună în departamentul  Côtes-d'Armor, Franța. În 1 ianuarie 2022 avea o populație de 403 de locuitori.